# Paheli
Paheli (en devanagari पहेली, 'enigma', 'endevinalla') és una pel·lícula de Bollywood del 2005 dirigida per Amol Palekar i produïda per Juhi Chawla, Aziz Mirza i Shahrukh Khan, que també n'és el protagonista junt amb Rani Mukerji. Es basa en un conte de fantasmes de Vijayadan Dethaen i el repartiment és completat per Sunil Shetty, Juhi Chawla, Rajpal Yadav i Amitabh Bachchan. La història havia estat adaptada prèviament en la pel·lícula Duvidha (1973) de Mani Kaul.
Paheli es va presentar en diversos festivals de cinema, entre els quals al Sundance Film Festival i al Palm Springs International Film Festival.

## Argument
Lachchi (Rani Mukherji) i Kishan (Shahrukh Khan) acaben de casar-se i fan ruta per a instal·lar-se a casa de la família del marit. Durant el camí fan una aturada en un estrany poble del Rajasthan, on un grup de fantasmes els observen discretament. Un d'ells és seduït per la bellesa de Lachchi i se n'enamora bojament.
Arribats a destinació, les cerimònies passen com cal, però durant la nit de noces, Kishan diu a la seva dona que té la intenció d'obeir els desitjos del seu pare i que pensa marxar durant cinc anys per a anar a fer fortuna. I, efectivament, Kishan se'n va l'endemà deixant Lachchi sola i desesperada, ella que esperava una altra vida amb el casament.
Havent-se assabentat d'això, el fantasma enamorat agafa l'aparença de Kishan i es fa acceptar per la jove abandonada; a ella li revela la seva veritable identitat, que tots dos prenen cura de dissimular a la resta de la família.
La vida passa feliç per a tothom fins a la tornada del veritable Kishan. Davant dues persones completament idèntiques físicament, la mateixa família de Kishan és incapaç de descobrir l'usurpador, i ha de cridar un vell pastor místic que pretén poder resoldre l'enigma.

## Repartiment
- Shahrukh Khan
- Rani Mukherjee
- Anupam Kher
- Amitabh Bachchan
- Sunil Shetty
- Juhi Chawla
- Rajpal Yadav
- Naseeruddin Shah (narrador)

## Música
La banda sonora és de M. M. Kreem amb lletres de Gulzar.
| Núm. | Títol                         | Cantant(s)                                                             | Durada |
| ---- | ----------------------------- | ---------------------------------------------------------------------- | ------ |
| 1.   | «Dheere Jalna»                | Sonu Nigam i Shreya Ghosal                                             | 06:08  |
| 2.   | «Kangna Re»                   | Shreya Ghosal, Madhushree, Bela Shende, Kalapini Komakali i Sonu Nigam | 05:55  |
| 3.   | «Khali Hai Tere Bina»         | Hariharan i Bela Shende                                                | 05:58  |
| 4.   | «Laaga Re Jal Laaga»          | M. M. Kareem, Sonu Nigam i Shruti Sadolikar                            | 05:51  |
| 5.   | «Minnat Kare»                 | Shreya Ghosal, Madhushree, Bela Shende                                 | 07:25  |
| 6.   | «Phir Raat Kati»              | Sunidhi Chauhan, Sukhwinder Singh                                      | 03:45  |
| 7.   | «Phir Raat Kati» (Remix)      | Sunidhi Chauhan, Sukhwinder Singh                                      | 03:45  |
| 8.   | «Dheere Jalna» (Instrumental) |                                                                        | 06:06  |